# Impératrice Iwa no hime
L'impératrice Iwa no hime (磐姫皇后, Iwa no hime kōgō), parfois connue sous le nom princesse Iwa (磐之媛命, Iwa no hime mikoto), est une poétesse et l'impératrice consort de l'empereur Nintoku, 16e empereur du Japon, selon l'ordre traditionnel de succession. Elle est une descendante de l'empereur Kōgen.
Aucune date ferme ne peut être attribuée à la vie ou au règne de l'empereur Nintoku, ni à celle de sa première femme. Nintoku est considéré comme ayant dirigé le pays à la fin du IVe siècle et au début du Ve siècle mais il y a un manque d'informations sur lui. Il n'y a pas de matériel suffisant disponible pour plus de vérification et d'étude.
La poésie de la princesse Iwa ou les poèmes qui lui sont attribués, sont inclus dans le Kojiki, le Nihon shoki et le Man'yōshū. Sa tombe se trouverait dans la préfecture de Nara.

## Littérature
Les poèmes qu'Iwa-no hime aurait échangés avec son mari figurent dans les anthologies poétiques Kojiki et Nihon shoki. Nintoku aurait subi le ressentiment d'Iwa-no hime au cours d'une période pendant laquelle il a arrêté la collecte des impôts ce qui signifie que même les réparations ordinaires au palais ont également été reportées.
La poésie attribuée à Iwa est recueillie dans le Man'yōshū, plus ancienne collection existante de poésie japonaise qui passe pour avoir été compilée par Ōtomo no Yakamochi (大伴 家持). Dans ses quatre chants, elle exprime l'amour et l'attente de son mari. Certains chercheurs modernes cependant, conseillent un certain scepticisme dans ces attributions difficiles à vérifier. 
Nostalgie de l'empereur Nintoku (君が行き 日長くなりぬ 山たずね 迎へか行かむ 待ちにか待たむ).
| Kimi ga yuki Kenagaku narinu Yamatazu no Mukae o yukamu Matsu ni wa mataji | Il y a de nombreux jours maintenant depuis que mon seigneur est parti; Comme les anciennes feuilles se rencontrent, Ainsi vais-je aller à sa rencontre. Et ne pas attendre une attente interminable. |

## Tumulus funéraire
La tombe impériale d'Iwa-no hime no Mikoto se trouverait dans le temple Saki-chō dans la ville de Nara. Les deux tombes impériales de type kofun sont caractérisées par une île en forme de trou de serrure située à l'intérieur d'un large fossé rempli d'eau.

## Descendance
- Prince Ooe no Izahowake (大兄去来穂別尊) Empereur Richū
- Prince Suminoe no Nakatsu (住吉仲皇子)
- Prince Mizuhawake (瑞歯別尊) Empereur Hanzei
- Prince Oasatsuma wakugo no Sukune (雄朝津間稚子宿禰尊) Empereur Ingyō

## Source de la traduction
- (en) Cet article est partiellement ou en totalité issu de l’article de Wikipédia en anglais intitulé « Princess Iwa » (voir la liste des auteurs).